# Citrullinémie type II
La citrullinémie type II est une maladie génétique congénitale en rapport avec un déficit enzymatique du cycle de l'urée. Il existe deux manifestations cliniques de cette maladie: une forme  néonatale et une forme adulte. 
La forme adulte est caractérisée par des manifestations psychiatriques comprenant des troubles agressives, une hyperactivité, des troubles visuels, une désorientation temporo-spatiale, une instabilité émotionnelle, une somnolence, des tremblements, des convulsions puis un coma. La mort peut survenir par un coma cérébral. Cette maladie survient entre 20 et 50 ans. La plupart des individus affectionnent les régimes riches en protéine ou en lipide et évitent l'alimentation en glucide. Les troubles sont souvent provoqués par la prise d'alcool, de médicament ou lors d'un stress chirurgical. 
La forme néonatale est moins sévère. Le nouveau-né présente un retard de croissance intra utérin, une croissance faible, un déficit des facteurs de la coagulation, une anémie hémolytique et une hypoglycémie. Une hépatomégalie est présente à l'examen clinique. Les signes disparaissent vers l'âge d'un an grâce à un régime riche en vitamines liposoluble et exempt de lactose ou supplémenté en tri glycérides.
En cas de début vers deux ans, les enfants rejettent les aliments contenant des glucides et recherchent les aliments riches en protéine ou en lipides. Quelques-uns de ces enfants développeront une forme adulte.
Cette maladie est surtout rencontrée dans les régions asiatiques particulièrement au Japon.

## Conseil génétique
La transmission de cette maladie est récessive.

## Sources
- (en) Online Mendelian Inheritance in Man, OMIM (TM). Johns Hopkins University, Baltimore, MD. MIM Number:603471
- (en) Online Mendelian Inheritance in Man, OMIM (TM). Johns Hopkins University, Baltimore, MD. MIM Number:605814
- (en) Keiko Kobayashi, Takeyori Saheki Citrin Deficiency In : GeneReviews at GeneTests: Medical Genetics Information Resource (database online). Copyright, University of Washington, Seattle. 1997-2005. .